# Aesyle
Aesyle là một chi bướm đêm thuộc họ Coleophoridae